# Physocalymma scaberrimum
Physocalymma scaberrimum (coloradillo, chaquillo, lillo) es una especie de árbol de la familia de las litráceas.

## Descripción
Es un árbol mediano que alcanza los 10 m de altura, con ramificación monopodial y ramas tetrámeras algo comprimidas.  Las hojas son opuestas, simples, coriáceas, elípticas a ovadas, glabras, con el ápice agudo-acuminado y la base obtusa, el borde entero. Presenta estípulas peciolares persistentes, pecíolo corto. Las flores, dispuestas en racimos, son muy vistosas, de color lila o rosado y con estambres numerosos. El fruto es una cápsula membranosa, dehiscentes, de color café, que encierra semillas semiaplanadas.

## Distribución y hábitat
Es una especie nativa de Sudamérica, crece en la sabana arbolada subtropical.

## Sinonimia
- Diplodon arboreus Poepp. & Endl.
- Physocalymma floridum Pohl
- Physocalymma scaberrimum fo. angustifolium Spruce ex Koehne[1]